# JUnit
JUnit(제이유닛)은 자바 프로그래밍 언어용 유닛 테스트 프레임워크이다. JUnit은 테스트 주도 개발 면에서 중요하며 SUnit과 함께 시작된 XUnit이라는 이름의 유닛 테스트 프레임워크 계열의 하나이다.
JUnit은 컴파일 타임에 JAR로서 링크된다. 프레임워크는 JUnit 3.8 이하의 경우 junit.framework 패키지 밑에 상주하며, JUnit 4 이상의 경우 org.junit 패키지 밑에 상주한다.
깃허브에 호스팅된 10,000개 자바 프로젝트를 대상으로 한 2013년 수행된 연구 조사에 따르면 JUnit(slf4j-api과 연결된)은 가장 흔히 포함시킨 외부 라이브러리였다. 각 라이브러리는 프로젝트 가운데 30.7%에 사용되었다.

## JUnit 테스트 픽스처 예시
JUnit 테스트 픽스처(test fixture)는 자바 객체이다. 구 버전의 JUnit의 경우 픽스처는 junit.framework.TestCase로부터 상속해야 했으나 JUnit 4의 새 테스트는 이렇게 하지 않는다. 테스트 메소드는 @Test 어노테이션을 통해 어노테이트해야 한다. 필요한 경우,
```
import
 
org.junit.jupiter.api.*
;

public
 
class
 
FoobarTest
 
{

    
@BeforeAll

    
public
 
static
 
void
 
setUpClass
()
 
throws
 
Exception
 
{

        
// Code executed before the first test method

    
}

    
@BeforeEach

    
public
 
void
 
setUp
()
 
throws
 
Exception
 
{

        
// Code executed before each test

    
}

    
@Test

    
public
 
void
 
oneThing
()
 
{

        
// Code that tests one thing

    
}

    
@Test

    
public
 
void
 
anotherThing
()
 
{

        
// Code that tests another thing

    
}

    
@Test

    
public
 
void
 
somethingElse
()
 
{

        
// Code that tests something else

    
}

    
@AfterEach

    
public
 
void
 
tearDown
()
 
throws
 
Exception
 
{

        
// Code executed after each test

    
}

    
@AfterAll

    
public
 
static
 
void
 
tearDownClass
()
 
throws
 
Exception
 
{

        
// Code executed after the last test method

    
}

}

```

## 포팅
- 액션스크립트 (FlexUnit)
- 에이다 (AUnit 보관됨 2011-09-27 - 웨이백 머신)
- C (CUnit)
- C# (NUnit)
- C++ (CPPUnit, CxxTest 보관됨 2012-02-05 - 웨이백 머신)
- 어도비 콜드퓨전 (MXUnit)
- 델파이 (DUnit)
- 얼랭 (EUnit)
- 에펠 (Auto-Test)
- 포트란 (fUnit, pFUnit)
- 프리 파스칼 (FPCUnit)
- Golang (Go JUnit report)
- 하스켈 (HUnit)
- 자바스크립트 (JSUnit)
- 마이크로소프트 닷넷 (NUnit)
- 오브젝티브-C (OCUnit)
- OCaml (OUnit)
- 펄 (Test::Class, Test::Unit)
- PHP (PHPUnit)
- 파이썬 (PyUnit, junit-xml)
- Qt (QTestLib)
- R (RUnit)
- 루비 (JUnit for Rspec)

## 같이 보기
- TestNG
- 모의 객체
- Mockito, PowerMock
- JUnit-Tools
- EvoSuite
- JUnit Foundation